# YF-77
YF-77은 중국 최초의 극저온 로켓 엔진이다. 2016년 11월 3일 최초 발사된 창정 5호는 YF-77 2개를 1단 엔진으로 사용한다.

## 설명
진공추력 72.5톤, 지상추력 50톤의 액체연료 로켓 엔진이다. 연료는 극저온의 액체수소, 산화제는 극저온의 액체산소를 사용하며, 가스발생기 사이클 방식이다. 액체수소를 사용하기 때문에, 진공 비추력이 430초로서, 매우 효율이 높다.
한국이 개발중인 KARI 75톤급 로켓엔진과 비교된다. KARI 75톤급 로켓엔진은 진공추력 75톤, 지상추력 65톤의 액체연료 로켓 엔진이다. 연료는 상온의 등유, 산화제는 극저온의 액체산소를 사용한다. 가스발생기 사이클 방식이다.

## 같이 보기
- YF-75D
- YF-75
- YF-73